# Edward Schillebeeckx
Edward Schillebeeckx OP (ur. 14 listopada 1914 w Antwerpii, zm. 23 grudnia 2009 w Nijmegen) – flamandzki teolog, dominikanin, jedna z postaci II soboru watykańskiego. W okresie posoborowym w konflikcie z Kongregacją Nauki Wiary, jego poglądy na zmartwychwstanie i posługę duchownych w Kościele, zostały ocenione jako niezgodne z doktryną katolicką.

## Życie
Wstąpił do zakonu dominikanów w 1934, święcenia kapłańskie przyjął w 1941. Studiował w Paryżu w Le Saulchoir, na Sorbonie i w Collège de France. Doktoryzował się w 1939, od 1943 docent, a od 1956 profesor dogmatyki w Religionswissenschaftliches Institut Katolickiego Uniwersytetu w Louvain. Od 1957 wykładowca teologii systematycznej na uniwersytecie w Nijmegen. W latach 1962–1965 na zaproszenie kardynała Alfrinka był doradcą (tzw. peritus) biskupów obecnych na II Soborze Watykańskim.

## Poglądy teologiczne
Książki Schillebeeckxa na temat dogmatów o Jezusie Chrystusie i Kościele z okresu przed Soborem były pisane z pozycji tomistycznej. Są one uznawane za klasykę teologiczną. Jego teologia sakramentalna znalazła wyraz w dokumentach Soboru. Zwłaszcza pojęcie Kościoła jako sakramentu zbawienia:

Kościół jest w Chrystusie niejako sakramentem, czyli znakiem i narzędziem wewnętrznego zjednoczenia z Bogiem i jedności całego rodzaju ludzkiego. Lumen gentium 1

Ojciec Schillebeeckx OP pisał o tym w książce wydanej w 1959 r.: Chrystus, Sakrament spotkania z Bogiem.
Jednak późniejsze nauczanie, zwłaszcza od czasu wydania jego kolejnej książki Jezus: Eksperyment chrystologiczny (wyd. holenderskie 1974), spotkało się ze sprzeciwami ze strony Kongregacji Nauki Wiary. Kongregacja zakwestionowała ortodoksyjność jego interpretacji zmartwychwstania Chrystusa. Schillebeeckx został w tej sprawie wezwany przez Stolicę Apostolską, by wyjaśnić swoje stanowisko.
Wydana w 1980 r. kolejna jego książka, tym razem o posłudze duchownych w Kościele, The Ministry in the Church, spotkała się z zastrzeżeniami Kongregacji jako zawierająca poglądy protestanckie. Również jego poglądy zawarte w książce The Church with a Human Face (Kościół z ludzką twarzą), wydanej w 1985 r., stały się obiektem krytyki Kongregacji. Schillebeeckx argumentował bowiem, że przesłanki biblijno-historyczne wskazują, że katolickie święcenia kapłańskie niekoniecznie czerpią swą ważność z sukcesji apostolskiej i mogą być udzielane w oderwaniu od niej. Według autora, wybór kapłana oraz, w konsekwencji, sprawowanie Eucharystii jest zależne od lokalnej wspólnoty kościelnej.

## Publikacje
- De sacramentele heilseconomie, Antwerp 1952
- Christus, sacrament van de Godsontmoeting, Bilthoven 1959 – [tłum. pol. Chrystus, Sakrament spotkania z Bogiem, Kraków 1966]
- Op zoek naar de levende God, Nimwegen 1959
- Openbaring en theologie, Bilthoven 1964 – [tłum. ang. Revelation and theology, London 1979]
- God en mens, Bilthoven 1965
- Wereld en kerk, Bilthoven 1966
- De zending van de kerk, Bilthoven 1968
- Jezus, het verhaal van een levende, Bloemendaal 1974 – [tłum. ang. Jesus: an experiment in Christology, London 1979; New York 1981]
- Gerechtigheid en liefde, genade en bevrijding, Bloemendaal 1977 – [tłum. ang. Christ. The Christian experience in the modern world, London 1980]
- Pleidooi voor mensen in de kerk. Christelijke identiteit en ambten in de kerk, Baarn 1985 – [tłum. ang. The Church with an human face. A new and expanded theology of ministry, New York 1985]
- Als politiek niet alles is... Jezus in de westerse cultuur, Baarn 1986 – [tłum. ang. On Christian faith: the spiritual, ethical and political dimensions, New York 1984]
- Mensen als verhaal van God, Baarn 1989 – [tłum. ang. Church. The human story of God, New York 1990]

### Wydania polskie dzieł
- Chrystus, Sakrament spotkania z Bogiem, A. Zuberbier (przekład), Kraków: ZNAK, 1966.
- Chrześcijańska odpowiedź na pytanie człowieka, H. Bortnowska (przekład), 1974.

### Opracowania
- Antoni Nadbrzeżny: Od Matki Odkupienia do Matki wszystkich wierzących. Mariologia Edwarda Schillebeeckxa. Lublin: Wydawnictwo Katolickiego Uniwersytetu Lubelskiego, 2005, s. 258, seria: Mariologia w kontekście 5. ISBN 83-7363-307-3.